# Ekström Racing
L'Ekström Racing è stata una scuderia automobilistica svedese fondata nel 1984, e diretta da Cecilia Ekström e da George Paulin. Dopo aver partecipato al Campionato europeo di Formula 3000 1985 tentò, senza riuscirci, di competere al Campionato mondiale di Formula 1 1986. La sede della scuderia era a Ilanz, località svizzera del Canton Grigioni.

## Storia

### La F. 3000
Nell'autunno del 1984 la svedese Cecilia Ekström (già impegnata, per diverse stagioni, come agente per la raccolta di sponsor per diverse scuderie di Formula 1) e il pilota svizzero George Paulin, suo marito, decisero di fondare una scuderia, per partecipare alla prima stagione del Campionato europeo di F.3000. Inizialmente pianificarono di affrontare la stagione con una Tyrrell 012, visto che il regolamento consentiva di utilizzare vecchie monoposto di Formula 1.
Stante la scarsa competitività della monoposto il team optò per l'acquisto di una March 85B. Il primo pilota individuato fu Thierry Tassin, che venne, in seguito, sostituito dallo statunitense Eric Lang. Questi disputò solo due gare: il BARC 200 (a Thruxton) e il Donington F3000, senza risultati di rilievo. Lang pretendeva che la vettura, acquistata con i soldi dei suoi sponsor, fosse a lui concessa. Intervenne la magistratura che assegnò la monoposto al pilota, ma che poté usarla solo a settembre.

### La Formula 1
Il team decise, nel corso del 1985, di costruire un telaio per la Formula 1, che avrebbe dovuto esordire nel Gran Premio di San Marino 1986. Il budget annunciato era tra i 2,5 e i 3 milioni di dollari, con la possibilità che salisse a 8, per la stagione 1987. Vennero contattati diversi piloti, tra cui Philippe Alliot, lo svedese Eje Elgh, a cui vennero chiesti 500 000 $ per poter avere il sedile. In seguito venne raggiunto un accordo con l'italiano Mauro Baldi, che assicurò una borsa da 300 000 dollari, che però sarebbero stati versati solo se la vettura avesse corso.
Per il motore la scarsità del budget portò la scuderia a legarsi con la Motori Moderni, che aveva già supportato la Minardi, per la stagione 1985. Solo in seguito vennero effettuati dei sondaggi con la Cosworth. Il fornitore degli pneumatici era la Pirelli. 
Le difficoltà di trovare degli sponsor (vennero contattate sia delle banche svizzere che dei produttori di tabacco) costrinsero la scuderia ad abbandonare l'idea di esordire a Imola, concentrandosi sulla successiva gara di Montecarlo.
Visti i ritardi nella costruzione della vettura, venne prima contattato un costruttore italiano, poi il team Haas, che era disposto a cedere la Lola THL1, utilizzata nella stagione precedente. Per il pacchetto vettura-motore Hart il team statunitense chiese 375 000 $, contro l'offerta di soli 200 000 della scuderia svedese. Nella primavera del 1986 il team si trovò, perciò, a dover rinunciare alla prospettiva dell'esordio, per il 1986, cercando di trovare i mezzi sufficienti per raggiungere il campionato l'anno seguente. Per questa ragione la Ekström continuò a frequentare il circus, nel corso della stagione, al fine di raccogliere i fondi necessari per competere, cercando di convincere dei potenziali sponsor; l'ottimismo della scuderia si fondava anche sul cambio del regolamento che, limitando i motori turbo, avrebbe reso meno costosa la stagione sportiva.
La scuderia annunciò che avrebbe partecipato ai test prestagionali del 1987, in Brasile, con due vetture, una per Baldi e una per Josele Garza. Inoltre venne assicurato che gli stipendi non ancora versati ai membri del team sarebbero stati saldati entro il 1986. Il piano non si concretizzò, e l'entrata nella massima formula non avvenne.
Nel 1992 Paulin prese parte a una gara del Campionato del mondo sportprototipi con il team GeePee, di fatto una continuazione della collaborazione con la Ekström, a sua volta associato all'Argo Racing.